# III liga polska w piłce nożnej (1956)
III liga polska w piłce nożnej (1956) – 4. edycja rozgrywek trzeciego poziomu ligowego piłki nożnej mężczyzn w Polsce. Rozgrywki prowadzone były w 9 grupach, po czym zwycięzcy grup wystąpili w eliminacjach do II ligi.
Od tego sezonu nastąpiły zmiany terytorialne w poszczególnych grupach, proces ten będzie trwał do 1959r., czyli do momentu rezygnacji z makroregionalnych rozgrywek na rzecz okręgowych.
Po zakończeniu sezonu podjęto decyzję o powiększeniu II ligi do dwóch grup, co skutkowało promocją wszystkich zwycięzców grup wraz z dokooptowaną Concordią Knurów.
| Poziomy rozgrywkowe w sezonie 1956 | Poziomy rozgrywkowe w sezonie 1956 | Poziomy rozgrywkowe w sezonie 1956 |
| Rozgrywki                          | P                                  | Nazwa                              |
| ---------------------------------- | ---------------------------------- | ---------------------------------- |
| Centralne                          | I                                  | I Liga                             |
| Centralne                          | II                                 | II Liga                            |
| Makroregionalne                    | III                                | III Liga (9 grup)                  |
| Wojewódzkie (17 okręgów)           | IV                                 | A klasa                            |
| Wojewódzkie (17 okręgów)           | V                                  | B klasa                            |
| Wojewódzkie (17 okręgów)           | VI                                 | C klasa                            |
| Wojewódzkie (17 okręgów)           | VII                                | D klasa                            |

## Nowe zespoły
| (s) Spadkowicze z II ligi |
| --- |
| Gwardia Kielce, Polonia Leszno, Tarnovia Tarnów |
| (b) Beniaminki z lig okręgowych |
| I gr.: Kolejarz Stalinogród, Polonia Piekary Śląskie, Baildon Stalinogród, Górnik Świętochłowice, Slavia Ruda Śląska, Start Chorzów, Stal Mikołów, Motor Siemianowice Śląskie, Górnik 09 Mysłowice |
| II gr.: Unia Oświęcim, Unia (Czarni) Żywiec, Sparta Dębniki (Kraków) |
| III gr.: Warszawianka Warszawa, Włókniarz Milanówek, Wigry Suwałki |
| IV gr.: Sparta Grudziądz, AZS Gdańsk, Gwardia Olsztyn |
| V gr.: Sparta Luboń, Stal-Pomet Poznań, Ostrovia Ostrów Wielkopolski, Sparta Mosina, Kolejarz Rawicz                                                                                               |
| VI gr.: Włókniarz Otmęt Krapkowice, Nysa Kłodzko, Włókniarz Kamienna Góra, Sparta Koźle |
| VII gr.: Resovia, Stal Świdnik, Stal FSC Lublin |
| VIII gr.: Włókniarz Zduńska Wola, Start Łódź, Sparta Kazimierza Wielka |
| IX gr.: Stal Stocznia Szczecin, Zastal Zielona Góra, LZS Grapice, Sparta Barlinek, Kolejarz Gorzów Wlkp., Drawa Drawsko Pomorskie, Osadnik Myślibórz                                               |

## Grupa I (stalinogrodzko-sosnowiecka)

### grupa A
| Lp.    | Drużyna                    | M   | Z  | R | P  | Bramki | Bramki | Różn. | Pkt. | Uwagi                        |
| ------ | -------------------------- | --- | -- | - | -- | ------ | ------ | ----- | ---- | ---------------------------- |
| 1      | Piast Gliwice              | 18  | 10 | 7 | 1  | 40     | 18     | +22   | 27   | Baraż A i B/awans do II ligi |
| 2      | Sparta Gliwice             | 18  | 11 | 3 | 4  | 33     | 21     | +12   | 25   |                              |
| 3      | Kolejarz Stalinogród(b)    | 18  | 10 | 3 | 5  | 45     | 25     | +20   | 23   |                              |
| 4      | Polonia Piekary Śląskie(b) | 18  | 9  | 1 | 8  | 29     | 33     | -4    | 19   |                              |
| 5      | Baildon Stalinogród(b)     | 18  | 6  | 6 | 6  | 26     | 23     | +3    | 18   |                              |
| 6      | Stal Nowy Bytom            | 18  | 7  | 4 | 7  | 28     | 27     | +1    | 18   |                              |
| 7      | Skra Częstochowa           | 18  | 7  | 2 | 9  | 28     | 27     | +1    | 16   | do gr.X                      |
| 8      | Podlesianka Podlesie       | 18  | 4  | 5 | 9  | 17     | 31     | -14   | 13   |                              |
| 9      | Górnik Świętochłowice(b)   | 18  | 4  | 3 | 11 | 17     | 35     | -18   | 11   |                              |
| 10     | AKS Niwka (Sosnowiec)      | 18  | 4  | 2 | 12 | 15     | 38     | -23   | 10   | do gr.X                      |
| Tabela | Tabela                     | 180 |    |   |    | 277    | 277    |       | 180  |                              |

### grupa B
| Lp.    | Drużyna                               | M   | Z  | R | P | Bramki | Bramki | Różn. | Pkt. | Uwagi                        |
| ------ | ------------------------------------- | --- | -- | - | - | ------ | ------ | ----- | ---- | ---------------------------- |
| 1      | Concordia Knurów                      | 18  | 11 | 3 | 4 | 48     | 25     | +23   | 25   | Baraż A i B/awans do II ligi |
| 2      | Sparta Bielsko-Biała                  | 18  | 11 | 1 | 6 | 32     | 22     | +10   | 23   |                              |
| 3      | Slavia Ruda Śląska(b)                 | 18  | 7  | 7 | 4 | 30     | 21     | +9    | 21   |                              |
| 4      | Ruch Radzionków                       | 18  | 7  | 6 | 5 | 23     | 15     | +8    | 20   |                              |
| 5      | Naprzód Janów                         | 18  | 6  | 6 | 6 | 27     | 35     | -8    | 18   |                              |
| 6      | Siemianowiczanka Siemianowice Śląskie | 18  | 5  | 7 | 6 | 33     | 31     | +2    | 17   |                              |
| 7      | Start Chorzów(b)                      | 18  | 6  | 5 | 7 | 22     | 31     | -9    | 17   |                              |
| 8      | Stal Mikołów(b)                       | 18  | 4  | 6 | 8 | 23     | 31     | -8    | 14   |                              |
| 9      | Motor Siemianowice Śląskie(b)         | 18  | 5  | 3 | 8 | 21     | 33     | -12   | 13   |                              |
| 10     | Górnik 09 Mysłowice(b)                | 18  | 3  | 6 | 9 | 13     | 28     | -15   | 12   | Spadek do klasy A            |
| Tabela | Tabela                                | 180 |    |   |   | 272    | 272    |       | 180  |                              |

• Od nowego sezonu ta grupa została rozdzielona na „katowicką” i „zagłębiowską”.
- Zmiana nazwy: Górnik na Ruch Radzionków.

### Finał
- Finałowe mecze o mistrzostwo Śląska pomiędzy zwycięzcami dwóch grup ligi wojewódzkiej: Piastem Gliwice i Concordią Knurów:

|         | Data             | Drużyna 1.       | Drużyna 2.       | Wynik     |
| 1. mecz | 16 września 1956 | Piast Gliwice    | Concordia Knurów | 3:3 (0:1) |
| Rewanż  | 23 września 1956 | Concordia Knurów | Piast Gliwice    | 1:2 (1:1) |

- Piast Gliwice wygrał mecze barażowe i awansował do fazy grupowej eliminacji do II ligi.

## Grupa II (krakowska)
| Lp.    | Drużyna                       | M   | Z | R | P | Bramki | Bramki | Różn. | Pkt. | Uwagi            |
| ------ | ----------------------------- | --- | - | - | - | ------ | ------ | ----- | ---- | ---------------- |
| 1      | Włókniarz Chełmek             | 26  |   |   |   | 75     | 29     | +46   | 36   | awans do II ligi |
| 2      | Unia Oświęcim(b)              | 26  |   |   |   | 49     | 25     | +24   | 35   |                  |
| 3      | Stal Tarnów                   | 26  |   |   |   | 61     | 41     | +20   | 32   |                  |
| 4      | Sparta Dąbski Kraków          | 26  |   |   |   | 46     | 35     | +11   | 30   |                  |
| 5      | Beskid Andrychów              | 26  |   |   |   | 44     | 34     | +10   | 30   |                  |
| 6      | Stal Huta im. Lenina (Kraków) | 26  |   |   |   | 55     | 42     | +13   | 29   |                  |
| 7      | Budowlani Nowa Huta (Kraków)  | 26  |   |   |   | 47     | 34     | +13   | 28   |                  |
| 8      | Stal Żywiec                   | 26  |   |   |   | 39     | 55     | -16   | 26   |                  |
| 9      | Kolejarz Prokocim (Kraków)    | 26  |   |   |   | 35     | 46     | -11   | 25   |                  |
| 10     | Sparta Bieżanowianka Kraków   | 26  |   |   |   | 33     | 42     | -9    | 24   |                  |
| 11     | Unia Żywiec(b)                | 26  |   |   |   | 30     | 47     | -17   | 23   |                  |
| 12     | Stal Kabel Kraków             | 26  |   |   |   | 27     | 40     | -13   | 19   |                  |
| 13     | Sparta-Tarnovia Tarnów(s)     | 26  |   |   |   | 27     | 54     | -27   | 14   |                  |
| 14     | Sparta Dębniki (Kraków)(b)    | 26  |   |   |   | 33     | 77     | -45   | 13   |                  |
| Tabela | Tabela                        | 364 |   |   |   | 601    | 601    |       | 364  |                  |

## Grupa III (warszawsko-białostocka)
| Lp.    | Drużyna                  | M   | Z  | R | P  | Bramki | Bramki | Różn. | Pkt. | Uwagi             |
| ------ | ------------------------ | --- | -- | - | -- | ------ | ------ | ----- | ---- | ----------------- |
| 1      | Bzura Chodaków           | 22  | 19 | 2 | 1  | 81     | 27     | +54   | 40   | awans do II ligi  |
| 2      | Polonia Warszawa         | 22  | 18 | 1 | 3  | 82     | 13     | +69   | 37   |                   |
| 3      | Znicz Pruszków           | 22  | 9  | 9 | 4  | 51     | 30     | +21   | 27   |                   |
| 4      | AZS-AWF Warszawa         | 22  | 12 | 3 | 7  | 56     | 41     | +15   | 27   |                   |
| 5      | Warszawianka Warszawa(b) | 22  | 11 | 1 | 10 | 48     | 35     | +13   | 23   |                   |
| 6      | Mazur Ełk                | 22  | 10 | 1 | 11 | 30     | 41     | -11   | 21   |                   |
| 7      | Stal PZO Warszawa        | 22  | 9  | 1 | 12 | 48     | 57     | -9    | 19   |                   |
| 8      | Huragan Wołomin          | 22  | 7  | 4 | 11 | 34     | 51     | -17   | 18   |                   |
| 9      | Włókniarz Milanówek(b)   | 22  | 9  | 0 | 13 | 33     | 56     | -23   | 18   |                   |
| 10     | Stal Okęcie (Warszawa)   | 22  | 7  | 2 | 13 | 33     | 48     | -15   | 16   |                   |
| 11     | Ruch Piaseczno           | 22  | 5  | 3 | 14 | 28     | 61     | -33   | 13   | Spadek do klasy A |
| 12     | Wigry Suwałki(b)         | 22  | 1  | 3 | 18 | 21     | 85     | -64   | 5    | Spadek do klasy A |
| Tabela | Tabela                   | 264 |    |   |    | 545    | 545    |       | 264  |                   |

- Przed sezonem Start Wilanów (Warszawa)[7] zmienił nazwę na Tęcza, a następnie połączył się z Warszawianką Warszawa

## Grupa IV (gdańsko-bydgosko-olsztyńska)
| Lp.    | Drużyna               | M   | Z   | R  | P   | Bramki | Bramki | Różn. | Pkt. | Uwagi               |
| ------ | --------------------- | --- | --- | -- | --- | ------ | ------ | ----- | ---- | ------------------- |
| 1      | Pomorzanin Toruń      | 22  | 16  | 3  | 3   | 44     | 21     | +23   | 35   | awans do II ligi    |
| 2      | Wybrzeże Gdańsk       | 22  | 15  | 3  | 4   | 68     | 27     | +41   | 33   | do gr. gdańskiej    |
| 3      | Warmia Olsztyn        | 22  | 14  | 1  | 7   | 55     | 31     | +24   | 29   | Do gr. olsztyńskiej |
| 4      | Gedania Gdańsk        | 22  | 11  | 3  | 8   | 30     | 24     | +6    | 25   | do gr. gdańskiej    |
| 5      | Arka Gdynia           | 22  | 8   | 6  | 8   | 25     | 27     | -2    | 22   | do gr. gdańskiej    |
| 6      | Kujawiak Włocławek    | 22  | 9   | 3  | 10  | 31     | 31     | 0     | 21   | Do gr. bydgoskiej   |
| 7      | Chojniczanka Chojnice | 22  | 8   | 4  | 10  | 26     | 48     | -22   | 20   | Do gr. bydgoskiej   |
| 8      | Bałtyk Gdynia(b)      | 22  | 7   | 5  | 10  | 30     | 38     | -8    | 19   | do gr. gdańskiej    |
| 9      | Sparta Grudziądz(b)   | 22  | 7   | 4  | 11  | 29     | 40     | -11   | 18   | do gr. gdańskiej    |
| 10     | AZS Gdańsk(b)         | 22  | 6   | 3  | 13  | 35     | 50     | -15   | 15   | Spadek do klasy A   |
| 11     | Brda Bydgoszcz        | 22  | 5   | 4  | 13  | 28     | 43     | -15   | 14   | Do gr. bydgoskiej   |
| 12     | Gwardia Olsztyn(b)    | 22  | 4   | 5  | 13  | 24     | 45     | -24   | 13   | Do gr. olsztyńskiej |
| Tabela | Tabela                | 264 | 110 | 44 | 110 | 425    | 425    |       | 264  |                     |

- Od nowego sezonu ta grupa została rozdzielona na trzy grupy: gdańską, bydgoską i olsztyńską.
- Zmiana nazwy: Budowlani na Chojniczanka Chojnice
- Przed sezonem Sparta Gdynia połączyła się z Bałtykiem Gdynia, który przejął jej miejsce w III lidze

## Grupa V (poznańska)
| Lp.    | Drużyna                         | M   | Z | R | P | Bramki | Bramki | Różn. | Pkt. | Uwagi             |
| ------ | ------------------------------- | --- | - | - | - | ------ | ------ | ----- | ---- | ----------------- |
| 1      | Calisia Kalisz                  | 22  |   |   |   | 48     | 20     | +28   | 34   | awans do II ligi  |
| 2      | Polonia Leszno                  | 22  |   |   |   | 44     | 18     | +26   | 33   |                   |
| 3      | Sparta Luboń(b)                 | 22  |   |   |   | 39     | 17     | +22   | 32   |                   |
| 4      | Prosna Kalisz                   | 22  |   |   |   | 37     | 24     | +13   | 29   |                   |
| 5      | Olimpia Poznań                  | 22  |   |   |   | 59     | 38     | +21   | 25   |                   |
| 6      | Kolejarz Kępno                  | 22  |   |   |   | 37     | 32     | +5    | 21   |                   |
| 7      | Stal-Pomet Poznań(b)            | 22  |   |   |   | 30     | 33     | -3    | 20   |                   |
| 8      | Ostrovia Ostrów Wielkopolski(b) | 22  |   |   |   | 25     | 28     | -3    | 19   |                   |
| 9      | Stella Gniezno                  | 22  |   |   |   | 24     | 39     | -15   | 18   |                   |
| 10     | Budowlani Poznań                | 22  |   |   |   | 29     | 45     | -16   | 16   | Spadek do klasy A |
| 11     | Sparta Mosina(b)                | 22  |   |   |   | 26     | 45     | -19   | 14   | Spadek do klasy A |
| 12     | Kolejarz Rawicz (b)             | 22  |   |   |   | 10     | 69     | -59   | 3    | Spadek do klasy A |
| Tabela | Tabela                          | 264 |   |   |   | 408    | 408    |       | 264  |                   |

• w październiku 1956 Start Kalisz zmienił nazwę na Calisia.

## Grupa VI (wrocławsko-opolska)
| Lp.                              | Drużyna                          | M   | Z | R | P | Bramki | Bramki | Różn. | Pkt. | Uwagi             |
| -------------------------------- | -------------------------------- | --- | - | - | - | ------ | ------ | ----- | ---- | ----------------- |
| 1                                | CWKS Wrocław                     | 26  |   |   |   | 81     | 21     | +60   | 43   | awans do II ligi  |
| 2                                | Unia Racibórz                    | 26  |   |   |   | 83     | 41     | +42   | 38   | Do gr. opolskiej  |
| 3                                | Piast Nowa Ruda                  | 26  |   |   |   | 38     | 17     | +21   | 37   |                   |
| 4                                | Ślęza Wrocław                    | 26  |   |   |   | 57     | 27     | +30   | 37   |                   |
| 5                                | KKS Kluczbork                    | 26  |   |   |   | 43     | 24     | +19   | 30   | Do gr. opolskiej  |
| 6                                | Pafawag Wrocław                  | 26  |   |   |   | 38     | 30     | +8    | 28   |                   |
| 7                                | Unia Kędzierzyn                  | 26  |   |   |   | 36     | 36     | 0     | 26   | Do gr. opolskiej  |
| 8                                | Polonia Świdnica                 | 26  |   |   |   | 36     | 38     | -2    | 24   |                   |
| 9                                | Włókniarz Otmęt(b)               | 26  |   |   |   | 48     | 64     | -16   | 23   | Do gr. opolskiej  |
| 10                               | Orzeł Ząbkowice Śląskie          | 26  |   |   |   | 37     | 42     | -5    | 22   |                   |
| 11                               | Pogoń Prudnik                    | 26  |   |   |   | 25     | 39     | -14   | 21   | Do gr. opolskiej  |
| 12                               | Nysa Kłodzko(b)                  | 26  |   |   |   | 34     | 49     | -15   | 16   |                   |
| 13                               | Włókniarz Kamienna Góra(b)       | 26  |   |   |   | 24     | 85     | -61   | 9    | Spadek do klasy A |
| 14                               | Sparta Koźle(b)                  | 26  |   |   |   | 17     | 83     | -66   | 7    | Spadek do klasy A |
| Tabela Różnice w bramkach i pkt. | Tabela Różnice w bramkach i pkt. | 364 |   |   |   | 597    | 596    |       | 361  |                   |

- Od nowego sezonu ta grupa została rozdzielona na dwie grupy: „wrocławską” i „opolską”.

## Grupa VII (rzeszowsko-lubelska)
| Lp.    | Drużyna            | M   | Z   | R  | P   | Bramki | Bramki | Różn. | Pkt. | Uwagi             |
| ------ | ------------------ | --- | --- | -- | --- | ------ | ------ | ----- | ---- | ----------------- |
| 1      | Stal Rzeszów       | 22  | 16  | 4  | 2   | 60     | 18     | +42   | 36   | awans do II ligi  |
| 2      | Resovia(b)         | 22  | 11  | 4  | 7   | 46     | 33     | +13   | 26   |                   |
| 3      | Kolejarz Przemyśl  | 22  | 8   | 10 | 4   | 25     | 18     | +7    | 26   |                   |
| 4      | Stal Stalowa Wola  | 22  | 9   | 6  | 7   | 33     | 26     | +7    | 24   |                   |
| 5      | Lublinianka Lublin | 22  | 10  | 4  | 8   | 36     | 33     | +3    | 24   | Do gr. lubelskiej |
| 6      | Włókniarz Krosno   | 22  | 10  | 3  | 9   | 38     | 29     | +9    | 23   |                   |
| 7      | Polonia Przemyśl   | 22  | 9   | 4  | 9   | 30     | 28     | +2    | 22   |                   |
| 8      | Gwardia Rzeszów    | 22  | 9   | 3  | 10  | 28     | 42     | -14   | 21   |                   |
| 9      | Górnik Gorlice     | 22  | 6   | 7  | 9   | 24     | 37     | -13   | 19   |                   |
| 10     | Stal Świdnik(b)    | 22  | 5   | 6  | 11  | 20     | 39     | -19   | 16   | Do gr. lubelskiej |
| 11     | JKS Jarosław       | 22  | 6   | 3  | 13  | 29     | 44     | -15   | 15   |                   |
| 12     | Stal FSC Lublin(b) | 22  | 3   | 6  | 13  | 22     | 44     | -22   | 12   | Do gr. lubelskiej |
| Tabela | Tabela             | 264 | 102 | 60 | 102 | 391    | 391    |       | 264  |                   |

- Od nowego sezonu ta grupa została rozdzielona na dwie grupy: „rzeszowską” i „lubelską”.

## Grupa VIII (łódzko-kielecka)
| Lp.    | Drużyna                        | M   | Z | R | P | Bramki | Bramki | Różn. | Pkt. | Uwagi             |
| ------ | ------------------------------ | --- | - | - | - | ------ | ------ | ----- | ---- | ----------------- |
| 1      | Stal Radom                     | 26  |   |   |   | 56     | 22     | +34   | 35   | awans do II ligi  |
| 2      | Włókniarz Pabianice            | 26  |   |   |   | 70     | 34     | +36   | 35   |                   |
| 3      | Star Starachowice              | 26  |   |   |   | 51     | 39     | +12   | 31   |                   |
| 4      | Gwardia Kielce(s)              | 26  |   |   |   | 46     | 22     | +24   | 30   |                   |
| 5      | Włókniarz Zduńska Wola(b)      | 26  |   |   |   | 51     | 38     | +13   | 29   |                   |
| 6      | Stal Skarżysko-Kamienna        | 26  |   |   |   | 40     | 39     | +1    | 26   |                   |
| 7      | Start Łódź(b)                  | 26  |   |   |   | 49     | 43     | +6    | 25   |                   |
| 8      | Kolejarz Łódź                  | 26  |   |   |   | 31     | 32     | -1    | 24   |                   |
| 9      | Lechia Tomaszów Mazowiecki     | 26  |   |   |   | 34     | 44     | -10   | 24   |                   |
| 10     | Włókniarz Zgierz               | 26  |   |   |   | 35     | 47     | -12   | 24   |                   |
| 11     | Radomiak Radom                 | 26  |   |   |   | 32     | 59     | -27   | 23   |                   |
| 12     | Sparta Kazimierza Wielka(b)    | 26  |   |   |   | 28     | 45     | -17   | 21   |                   |
| 13     | PTC Pabianice                  | 26  |   |   |   | 29     | 54     | -25   | 21   | Spadek do klasy A |
| 14     | Concordia Piotrków Trybunalski | 26  |   |   |   | 26     | 60     | -34   | 16   | Spadek do klasy A |
| Tabela | Tabela                         | 364 |   |   |   | 578    | 578    |       | 364  |                   |

- (Przy równej liczbie punktów) dodatkowy mecz o mistrzostwo grupy, w Tomaszowie Mazowieckim: Stal Radom – Włókniarz Pabianice 2:0

## Grupa IX (szczecińsko-koszalińsko-zielonogórska)
| Lp.    | Drużyna                         | M   | Z | R | P | Bramki | Bramki | Różn. | Pkt. | Uwagi                  |
| ------ | ------------------------------- | --- | - | - | - | ------ | ------ | ----- | ---- | ---------------------- |
| 1      | Gwardia Szczecin                | 20  |   |   |   | 92     | 21     | +71   | 36   | awans do II ligi       |
| 2      | Pogoń Szczecin                  | 20  |   |   |   | 84     | 20     | +64   | 32   |                        |
| 3      | Stal Szczecin(b)                | 20  |   |   |   | 74     | 24     | +50   | 32   |                        |
| 4      | Stal Nowa Sól                   | 20  |   |   |   | 51     | 42     | +9    | 23   | Do gr. zielonogórskiej |
| 5      | Darzbór Szczecinek              | 20  |   |   |   | 42     | 38     | +4    | 23   |                        |
| 6      | Zastal Zielona Góra(b)          | 20  |   |   |   | 40     | 30     | +10   | 18   | Do gr. zielonogórskiej |
| 7      | LZS Grapice(b)                  | 20  |   |   |   | 45     | 74     | -29   | 15   | Po sez. wycofany       |
| 8      | Sparta Barlinek(b)              | 20  |   |   |   | 26     | 44     | -18   | 14   |                        |
| 9      | Kolejarz Gorzów Wielkopolski(b) | 20  |   |   |   | 40     | 56     | -16   | 13   | Do gr. zielonogórskiej |
| 10     | Drawa Drawsko Pomorskie(b)      | 20  |   |   |   | 23     | 70     | -47   | 11   | Spadek do klasy A      |
| 11     | Osadnik Myślibórz(b)            | 20  |   |   |   | 5      | 103    | -98   | 3    | Spadek do klasy A      |
| Tabela | Tabela                          | 220 |   |   |   | 522    | 522    |       | 220  |                        |

- Od nowego sezonu ta grupa została rozdzielona na dwie grupy: „szczecińsko-koszalińską” i „zielonogórską”.
- Zmiana nazwy Sparta na Darzbór Szczecinek
- Po sezonie wycofał się LZS Grapice i został zastąpiony przez Gryf Słupsk

## Eliminacje do II ligi
Po rozegraniu eliminacji podjęto decyzję o powiększeniu II ligi do dwóch grup, dzięki czemu wszyscy uczestnicy eliminacji oraz Concordia Knurów awansowali o poziom wyżej.

### Grupa I
| Lp. | Drużyna           | M | Z | R | P | Bramki | Bramki | Różn. | Pkt. | Uwagi            |
| --- | ----------------- | - | - | - | - | ------ | ------ | ----- | ---- | ---------------- |
| 1   | CWKS Wrocław      | 4 | 3 | 1 | 0 | 9      | 2      | +7    | 7    | Awans do II ligi |
| 2   | Pomorzanin Toruń  | 4 | 1 | 1 | 2 | 3      | 5      | -2    | 3    | Awans do II ligi |
| 3   | Włókniarz Chełmek | 4 | 1 | 0 | 3 | 1      | 6      | -5    | 2    | Awans do II ligi |

| Lp. | Gospodarz / Gość → | WRO | POM | WŁÓ |
| --- | ------------------ | --- | --- | --- |
| 1   | CWKS Wrocław       | X   | 2:0 | 3:0 |
| 2   | Pomorzanin Toruń   | 2:2 | X   | 1:0 |
| 3   | Włókniarz Chełmek  | 0:2 | 1:0 | X   |

### Grupa II
| Lp. | Drużyna        | M | Z | R | P | Bramki | Bramki | Różn. | Pkt. | Uwagi            |
| --- | -------------- | - | - | - | - | ------ | ------ | ----- | ---- | ---------------- |
| 1   | Stal Radom     | 4 | 4 | 0 | 0 | 5      | 1      | +4    | 8    | Awans do II ligi |
| 2   | Bzura Chodaków | 4 | 1 | 1 | 2 | 3      | 4      | -1    | 3    | Awans do II ligi |
| 3   | Start Kalisz   | 4 | 0 | 1 | 3 | 1      | 4      | -3    | 1    | Awans do II ligi |

| Lp. | Gospodarz / Gość → | STA | BZU | CAL |
| --- | ------------------ | --- | --- | --- |
| 1   | Stal Radom         | X   | 1:0 | 1:0 |
| 2   | Bzura Chodaków     | 1:2 | X   | 2:1 |
| 3   | Calisia Kalisz     | 0:1 | 0:0 | X   |

### Grupa III
| Lp. | Drużyna          | M | Z | R | P | Bramki | Bramki | Różn. | Pkt. | Uwagi            |
| --- | ---------------- | - | - | - | - | ------ | ------ | ----- | ---- | ---------------- |
| 1   | Stal Rzeszów     | 4 | 2 | 1 | 1 | 5      | 4      | +1    | 5    | Awans do II ligi |
| 2   | Gwardia Szczecin | 4 | 2 | 0 | 2 | 7      | 6      | +1    | 4    | Awans do II ligi |
| 3   | Piast Gliwice    | 4 | 1 | 1 | 2 | 6      | 8      | -2    | 3    | Awans do II ligi |

| Lp. | Gospodarz / Gość →       | STA | SZC | PIA |
| --- | ------------------------ | --- | --- | --- |
| 1   | Stal Rzeszów             | X   | 0:2 | 1:0 |
| 2   | Gwardia/Chrobry Szczecin | 0:2 | X   | 5:2 |
| 3   | Piast Gliwice            | 2:2 | 2:0 | X   |